# 鱼嘴镇
鱼嘴镇，是中华人民共和国重庆市江北區下辖的一个乡镇级行政单位。

## 行政区划
鱼嘴镇下辖以下地区：
鱼城社区、港机新村社区、棠富园社区、堰坪村、楼房村、井池村、三佛村、石亭村、草坝村、鹿角村、双溪村、兴隆村、望龙村、仰山村和石岭村。